# 吉村平吉
吉村 平吉（よしむら へいきち、1920年8月3日 - 2005年3月1日）は、東京都出身の日本の作家。

## 来歴
東京市赤坂に生まれる。父は書画骨董商で、平吉は長男だった。小学生時代から父に芸者の置屋に連れられたという。旧制中学3年生の時、榎本健一が所属していた劇団「ピエル・ブリヤント」のレビューに熱中して浅草に通い詰めた。ついには自作のレビュー台本を持ち込み、早稲田大学専門部政治経済科在学中には、文芸部見習いとなることを許される。
しかし、徴兵されて内モンゴルの包頭で兵役に就いた。1945年12月に復員。帰国後は「空気座」という劇団（左卜全・有島一郎らが参加）の代表となるが、資金不足により1年ほどで解散し、以後は上野駅や新橋駅界隈で娼婦を斡旋する「ポン引き」を稼業とした。その中で創作の材料を探していた高見順に出会い、高見から吉行淳之介を、編集者の大村彦次郎から野坂昭如を紹介され、吉行や野坂に題材を提供した。
1957年に売春防止法が制定された直後に同法違反で逮捕の後に在宅起訴され、最高裁判所で有罪が確定し、前橋刑務所に服役した。出所後に風俗ライターに転身する。
1971年から1979年まで4度東京都議会議員選挙に立候補したが、いずれも落選した。1973年10月、最初の著書となる『実録・エロ事師たち』を刊行する。
2005年3月、台東区竜泉の自宅アパートで死去墓所は世田谷区豪徳寺。